# Professor T.
Indra Siera
 Tim Mielants
 Gijs Polspoel
« Professor T. » est une série policière flamande en deux saisons de treize épisodes diffusée sur La Une à partir de l’automne 2015. Le scénario est de Paul Piedfort, qui a déjà écrit L'enfer de Tanger (nl) et collaboré à Aspe (nl). Elle a été réalisée par Indra Siera, Tim Mielants et Gijs Polspoel.
Le tournage a commencé en avril 2014. L'action se déroule à Anvers, où la plupart des enregistrements ont été effectués, certaines scènes ayant été enregistrées à Gand, au vieux palais de justice. La première saison s’appelait « T. », mais pour la deuxième saison, la série a été renommée en « Professor T. ».

## Histoire
Jasper Teerlinck, alias « professor T. », est professeur de criminologie à l’université d’Anvers. La police fédérale lui propose de participer aux enquêtes en tant que consultant. Il va collaborer avec l'inspecteur Annelies Donckers, une de ses anciennes élèves.

## Distribution

### Saison 1
- Koen De Bouw : Jasper Teerlinck, le professeur T.
- Ella Leyers : Annelies Donckers, inspecteur
- Bart Hollandais : Daan De Winter, inspecteur
- Herwig Ilegems : Paul Rabet, surintendant
- Tanja Oostvogels : Christina Flamant, commissaire
- Effectuer Goossens : Walter De Paepe, doyen de la faculté
- Goele Derick : Ingrid Sneyers, secrétaire de la faculté
- Gene Bervoets : Herman Donckers, le père de Annelies Donckers
- Viviane De Muynck : Adelinde Van Marcke, la mère du professeur T.

### Saison 2
- Koen De Bouw : Jasper Teerlinck, le professeur T.
- Ella Leyers : Annelies Donckers, inspecteur
- Bart Hollandais : Daan De Winter (2 épisodes), inspecteur
- Herwig Ilegems : Paul Rabet, surintendant
- Tanja Oostvogels : Christina Flamant, commissaire
- Carry Goossens : Walter De Paepe, doyen de la faculté
- Goele Derick : Ingrid Sneyers, secrétaire de la faculté
- Gene Bervoets : † Herman Donckers, le père de Annelies Donckers
- Viviane De Muynck : Adeline Van Marcke, la mère du professeur T.
- Barbara Sarafian : Ellen Gijselbrecht, psychiatre
- Tom Van Bauwel : Vanderweyden, professeur
- Steve Geerts : John Van Humbeeck, inspecteur
- Kristof Coenen : † Serge Lauwers, chef de la Section des Médicaments

## Prix
Au Festival de la fiction TV de La Rochelle 2015, Professor T. a gagné le prix spécial du jury pour la fiction étrangère.

## International
Au Royaume-Uni, la série originale est diffusée en 2017 par Channel 4 et reste accessible en ligne sous le programme de séries étrangères Walter Presents.

## Adaptations
L'adaptation française « Prof T. » produite en 2016 par Vema Productions avec Mathieu Bisson dans le rôle principal est diffusée en Belgique depuis le 8 septembre 2016 sur La Une, en Suisse le 3 février 2018 sur RTS Un et en France le 8 février 2018 sur TF1.
En Allemagne, les droits ont été acquis par la ZDF. La série allemande « Professor T. »est produite par Rowboat Film- und Fernsehproduktion (de) et Matthias Matschke (de) y joue le rôle principal.